# فرایت رانرز اکسپرس
فرایت رانرز اکسپرس (به انگلیسی: Freight Runners Express) یک شرکت هواپیمایی است که در ۱۹۸۵ میلادی تأسیس شده‌است. دفتر مرکزی فرایت رانرز اکسپرس در میلواکی، ویسکانسین، ایالات متحده آمریکا واقع شده‌است و قطب این شرکت هواپیمایی در فرودگاه بین‌المللی ژنرال میچل قرار دارد.